# Dark Sarah
Dark Sarah är ett finländskt symphonic metal-band, grundat år 2012 av sångerskan Heidi Parviainen efter hennes avhopp från bandet Amberian Dawn. 

## Medlemmar

### Nuvarande medlemmar
- Heidi Parviainen — sång (2012–)
- Sami Salonen — gitarr (2014–)
- Erkka Korhonen — gitarr (2014–)
- Thomas Tunkkari — trummor (2015–)
- Rude Rothstén — basgitarr (2014–)

### Tidigare medlemmar
- Jukka Koskinen — basgitarr (2014)
- Lauri Kuussalo — trummor (2014–2015)
- Juha-Pekka Leppäluoto — sång (2017–)

## Diskografi

### Studioalbum
- Behind The Black Veil (2015)
- The Puzzle (2016)
- The Golden Moth (2018)
- Grim (2020)
- Attack of Orym (2023)

### EP
- Violent Roses (2014)

### Musikvideor
- Save Me (2013)
- Memories Fall (2014) (feat. Manuela Kraller)
- Hunting the Dreamer (2014)
- Light in You (2015) (feat. Tony Kakko)
- Little Men (2016)
- Aquarium (lyric video) (2016) (feat. Charlotte Wessels)
- Dance With the Dragon (2016) (feat. Juha-Pekka Leppäluoto)
- Trespasser (2017)
- Gods Speak (lyric video) (2018) (feat. Marco Hietala & Zuberoa Aznárez)
- Sky Sailing (2018)
- Golden Moth (2018)